# Olympische Sommerspiele 2004/Kanu – Vierer-Kajak 1000 m (Männer)
Die Wettkämpfe im Vierer-Kajak über 1000 Meter bei den Olympischen Sommerspielen 2004 wurden vom 23. bis zum 27. August 2004 auf der Strecke im Schinias Olympic Rowing and Canoeing Centre ausgetragen.

## Ergebnisse

### Vorläufe
Bei den zwei Vorläufen am 23. August nahmen 10 Boote teil, von denen die drei Erstplatzierten der jeweiligen Läufe das Finale erreichten, die restlichen Teilnehmer das Halbfinale.

#### Vorlauf 1
| Rang | Athletinnen                                                          | Nation    | Zeit         | Bemerkung  |
| ---- | -------------------------------------------------------------------- | --------- | ------------ | ---------- |
| 1    | Richard Riszdorfer Michal Riszdorfer Erik Vlček Juraj Bača           | Slowakei  | 2:53,256 min | Finale     |
| 2    | Milko Kasanow Iwan Christow Petar Merkow Jordan Jordanow             | Bulgarien | 2:54,252 min | Finale     |
| 3    | Tomasz Mendelski Rafał Głażewski Adam Seroczyński Dariusz Białkowski | Polen     | 2:55,240 min | Finale     |
| 4    | Marian Baban Alexandru Ceaușu Vasile Curuzan Ștefan Vasile           | Rumänien  | 2:55,324 min | Halbfinale |
| 5    | Steven Jorens Richard Dessureault-Dober Ryan Cuthbert Andrew Willows | Kanada    | 2:56,336 min | Halbfinale |

#### Vorlauf 2
| Rang | Athletinnen                                                            | Nation      | Zeit         | Bemerkung  |
| ---- | ---------------------------------------------------------------------- | ----------- | ------------ | ---------- |
| 1    | Zoltán Kammerer Botond Storcz Ákos Vereckei Gábor Horváth              | Ungarn      | 2:51,010 min | Finale     |
| 2    | Raman Petruschenka Aljaksej Abalmassau Demjan Turtschin Wadsim Machneu | Belarus     | 2:52,170 min | Finale     |
| 3    | Andreas Ihle Mark Zabel Björn Bach Stefan Ulm                          | Deutschland | 2:52,678 min | Finale     |
| 4    | Jacob Norenberg Alexander Wefald Andreas Gjersøe Mattis Næss           | Norwegen    | 2:54,894 min | Halbfinale |
| 5    | Aleksey Babadjanov Dmitry Strykov Sergey Borzov Anton Ryakhov          | Usbekistan  | 3:01,446 min | Halbfinale |

### Halbfinale
Die drei schnellsten Boote des Halbfinals erreichten das Finale
| Rang | Athletinnen                                                          | Nation     | Zeit         | Bemerkung |
| ---- | -------------------------------------------------------------------- | ---------- | ------------ | --------- |
| 1    | Marian Baban Alexandru Ceaușu Vasile Curuzan Ștefan Vasile           | Rumänien   | 2:53,994 min | Finale    |
| 2    | Jacob Norenberg Alexander Wefald Andreas Gjersøe Mattis Næss         | Norwegen   | 2:54,350 min | Finale    |
| 3    | Steven Jorens Richard Dessureault-Dober Ryan Cuthbert Andrew Willows | Kanada     | 2:55,926 min | Finale    |
| 4    | Aleksey Babadjanov Dmitry Strykov Sergey Borzov Anton Ryakhov        | Usbekistan | 2:56,594 min |           |

### Finale
| Rang | Athletinnen                                                            | Nation      | Zeit         |
| ---- | ---------------------------------------------------------------------- | ----------- | ------------ |
| 1    | Zoltán Kammerer Botond Storcz Ákos Vereckei Gábor Horváth              | Ungarn      | 2:56,919 min |
| 2    | Andreas Ihle Mark Zabel Björn Bach Stefan Ulm                          | Deutschland | 2:58,659 min |
| 3    | Richard Riszdorfer Michal Riszdorfer Erik Vlček Juraj Bača             | Slowakei    | 2:59,314 min |
| 4    | Milko Kasanow Iwan Christow Petar Merkow Jordan Jordanow               | Bulgarien   | 2:59,622 min |
| 5    | Jacob Norenberg Alexander Wefald Andreas Gjersøe Mattis Næss           | Norwegen    | 3:01,698 min |
| 6    | Raman Petruschenka Aljaksej Abalmassau Demjan Turtschin Wadsim Machneu | Belarus     | 3:02,419 min |
| 7    | Marian Baban Alexandru Ceaușu Vasile Curuzan Ștefan Vasile             | Rumänien    | 3:03,107 min |
| 8    | Tomasz Mendelski Rafał Głażewski Adam Seroczyński Dariusz Białkowski   | Polen       | 3:03,562 min |
| 9    | Steven Jorens Richard Dessureault-Dober Ryan Cuthbert Andrew Willows   | Kanada      | 3:07,714 min |